# 汐見站
汐見車站（日语：／ Shiomi eki */?）是位於日本北海道勇拂郡鵡川町，屬於北海道旅客鐵道（JR北海道）日高本線的車站。電報略號是。本站已於2021年4月廢站。

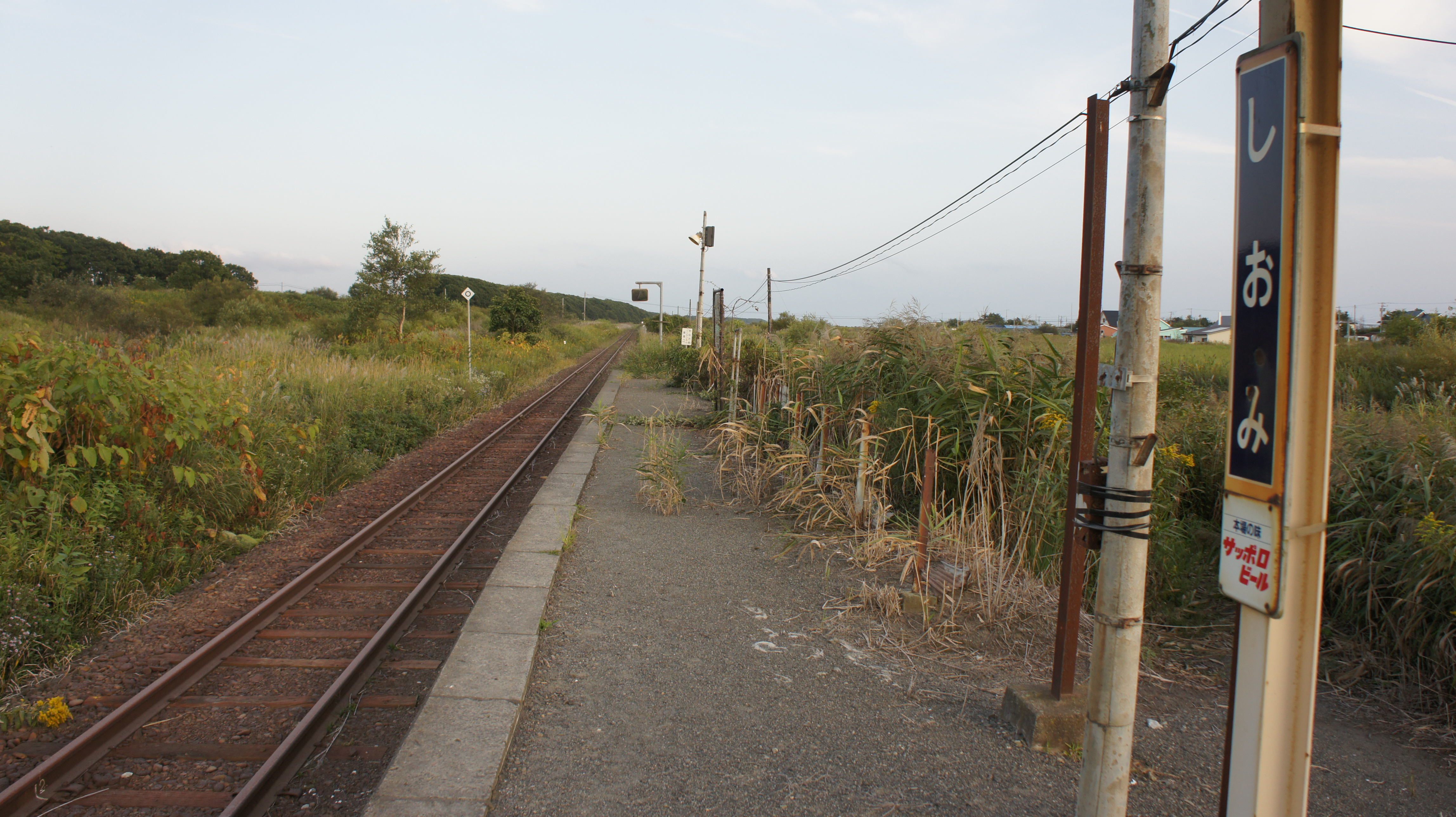
月台（2017年9月）

## 車站構造
本站在廢站前為側式月台1面1線的地面站，並且只設置一座小型的候車室。

## 車站周邊
- 汐見漁港
- 鵡川盛土墳墓群

## 歷史
- 1959年（昭和34年）12月18日 - 設立。僅辦理旅客業務。
- 1987年（昭和62年）4月1日 - 國鐵分割民營化後成為北海道旅客鐵道（JR北海道）轄下的車站。
- 2015年（平成27年）1月8日：厚賀站 - 大狩部站之間路段因大浪受損而暫停行駛列車，由公車代替行駛[1]。
- 2021年（令和3年）4月1日 - 廢站[2]。

## 相鄰車站

### 已廢除路線
北海道旅客鐵道（JR北海道）
日高本線
鵡川－汐見－富川

## 相關項目
- 日高本線
- 日本鐵路車站列表

## 外部連結
- （日語）全驛參觀之旅 （页面存档备份，存于）